# Clara Petacci
Clara Petacci (Róma, 1912. február 28. – Giulino, 1945. április 28.) Benito Mussolini szeretője.

## Élete
Clara Petacci Josephine Persichetti (1888–1962) és az orvos Francesco Saverio Petacci (1883–1970) gyermekeként született, 1912-ben. 1934-től 1941-ig házasságban élt az olasz légierő hadnagyával Riccardo Federicivel (1904–1972). Petacci a Duce rajongója volt, többször leveleztek, majd a nő válása idején találkozgattak is egymással. Ezt követően több éven keresztül volt Benito Mussolini szeretője, annak ellenére, hogy az olasz diktátor házasságban élt Rachele Guidivel. Petacci szerette Mussolini úrnőjének nevezni magát. Bátyja Marcello Petacci, nővére Miriam di San Servolo (születési nevén Maria Petacci) színésznő volt.

## Halála

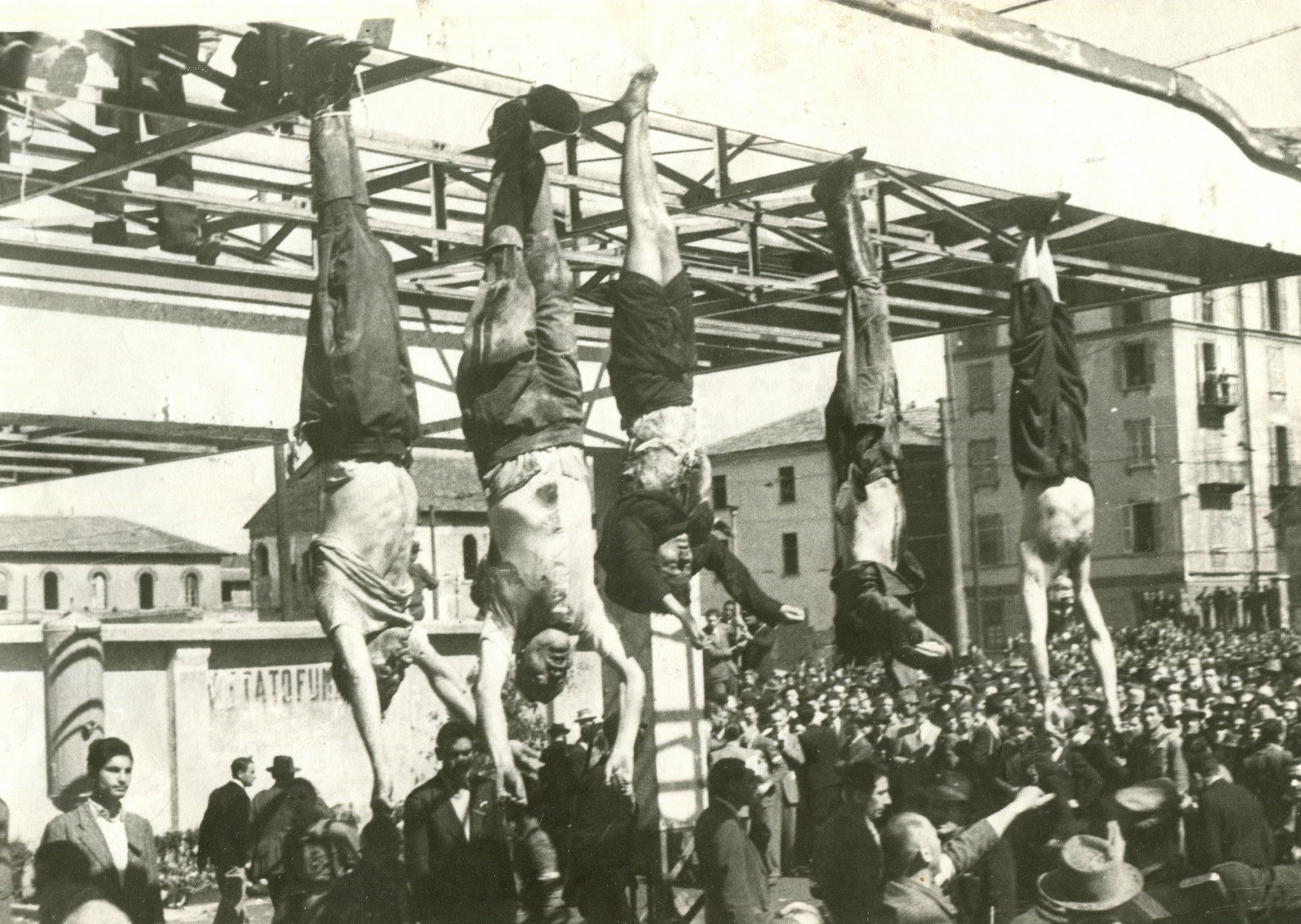
Mussolini (balról a második) és szeretője, Claretta Petacci (középen), valamint más fasiszták holtteste közszemlére téve Milánóban

1945. április 27-én Mussolini, Petacci és néhány fasiszta egy konvojjal próbált elmenekülni az Olasz Szociális Köztársaságból, de a partizánok  elfogták, és április 28-án pisztolylövéssel kivégezték őket. Életét vesztette Petacci fivére, Marcello is, akit agyonlőttek a partizánok, amikor megpróbált elszökni. Másnap, április 29-én Mussolini, Petacci, Nicola Bombacci, Alessandro Pavolini és Achille Starace testét Milánó főterén, a Piazzale Loretón fejjel lefelé fellógatták egy benzinkútra, majd a felhergelt tömeg a holttesteket össze-vissza verte és meggyalázta. Érdekesség, hogy Mussolini szövetségesének, Adolf Hitlernek a szeretője (rövid ideig felesége) Eva Braun abban az évben és hónapban született, mint Petacci (1912 februárja) és abban az évben és hónapban is halt meg (1945 áprilisa).

## Megjelenése a kultúrában
| Évszám | Film                            | Színésznő         | Megjegyzés |
| ------ | ------------------------------- | ----------------- | ---------- |
| 1974   | Mussolini végnapjai             | Lisa Gastoni      |            |
| 1975   | Caesar and Claretta             | Helen Mirren      | TV-film    |
| 1984   | Claretta                        | Claudia Cardinale |            |
| 1985   | Mussolini és én, Galeazzo Ciano | Barbara De Rossi  | TV-sorozat |
| 1985   | Mussolini: The Untold Story     | Virginia Madsen   |            |
| 2005   | Tíz nap a győzelemig            | Sarah Finch       | TV-film    |

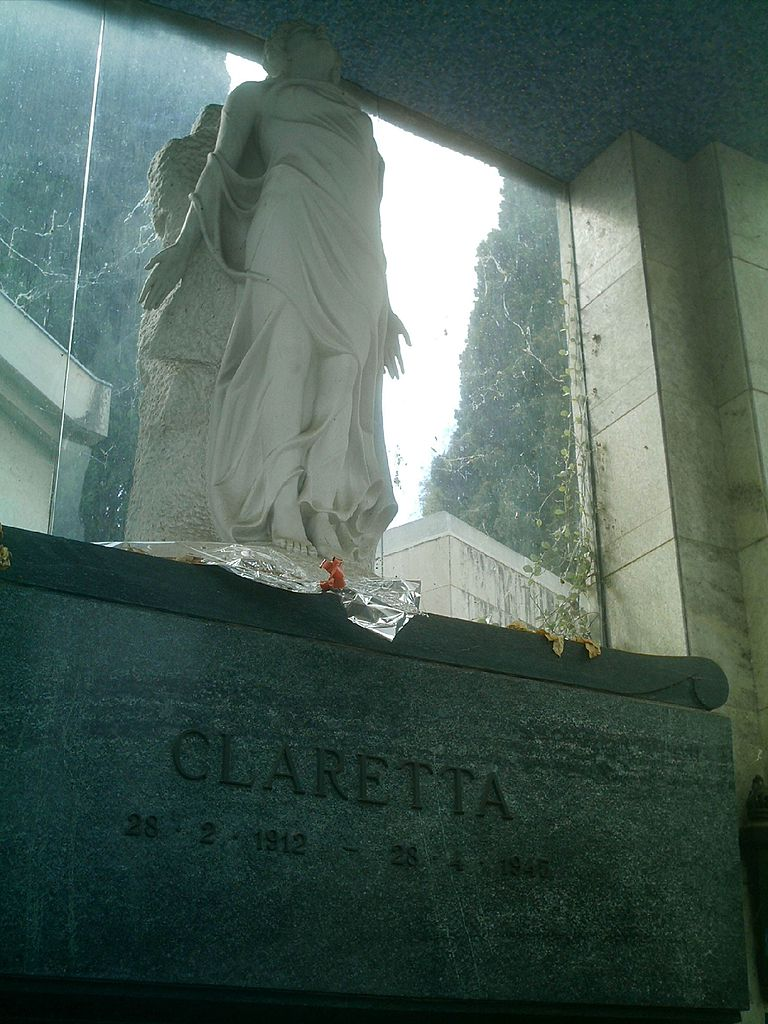
Patacci sírja a római Verano temetőben

- Az amerikai zenész, Scott Walker 2006-os, The Drift című albumában a Clara (Benito's Dream) című szám Petacciról szól.
- A División 250 nevű spanyol neonáci zenekar Clara című számában Petacciról énekelnek.
- Először Milánóban temették el Rita Colfosco álnéven, de 1959-ben az akkori olasz belügyminiszter, Fernando Tambroni engedélyezte a családnak, hogy az elmaradt végtisztesség megadása után a római Verano temetőben helyezzék el a családi kriptában.

## Fordítás
- Ez a szócikk részben vagy egészben  a   Clara Petacci című angol Wikipédia-szócikk fordításán alapul.  Az eredeti cikk szerkesztőit annak laptörténete sorolja fel. Ez a jelzés csupán a megfogalmazás eredetét és a szerzői jogokat jelzi, nem szolgál a cikkben szereplő információk forrásmegjelöléseként.
- Ez a szócikk részben vagy egészben  a   Clara Petacci című olasz Wikipédia-szócikk fordításán alapul.  Az eredeti cikk szerkesztőit annak laptörténete sorolja fel. Ez a jelzés csupán a megfogalmazás eredetét és a szerzői jogokat jelzi, nem szolgál a cikkben szereplő információk forrásmegjelöléseként.

## Szakirodalom
- Nicholas Farrell, Mussolini: A New Life (Phoenix Press, London, 2003) ISBN 1-84212-123-5
- Luciano Garibaldi, Mussolini: The Secrets of His Death (Enigma Books, New York, 2004) ISBN 1-929631-23-5
- Ray Moseley, Mussolini: The Last 600 Days of Il Duce (Taylor Trade Publishing, Dallas, 2004) ISBN 1-58979-095-2
- Rudolph S. Daldin "The Last Centurion" Volumes I&II ISBN 0-921447-34-5